# Заболотне (Хустський район)
Заболо́тне — село в Білківській громаді Хустського району Закарпатської області України.
Перша згадка у 1340 році
Назва села пішла від імені потічка Шардик, який протікав у тій місцевості. Першу згадку про село знаходимо в 1351 році в документі, озвученому в Гейенеші (тепер Словаччина) на нараді наджупанів, про те, що севлюські і хустські госпіти, а також, сини білківського воєводи Карачона захопили Чингаву, Шард, Раковець та інші поселення, які, по праву належали дворянському роду Уйгеї. Їхню правдивість підтвердили судді і присяжні Угочанського і Сотмарського комітатів під клятвою.
У селі дотепер є багато угорських прізвищ, носії яких не знають угорської мови, як не знали і їх предки. Старожили говорять, що в селі побутувала традиція кожному давати вуличну кличку, у якій вказувалося походження за материнською лінією.
У селі знаходиться Свято-Георгіївський чоловічий монастир Мукачівської єпархії Української Православної Церкви
У селі є Заболотнянські озера пл. 40 га.

## Населення
Згідно з переписом УРСР 1989 року чисельність наявного населення села становила 698 осіб, з яких 328 чоловіків та 370 жінок.
За переписом населення України 2001 року в селі мешкали 793 особи.

### Мова
Розподіл населення за рідною мовою за даними перепису 2001 року:
| Мова       | Відсоток |
| ---------- | -------- |
| українська | 99,62 %  |
| російська  | 0,38 %   |

## Туристичні місця
- Заболотнянські озера пл. 40 га
- Свято-Георгіївський чоловічий монастир